# Sông Bayano
Bayano là một con sông thuộc tỉnh Panama, nước Panama. Tên Bayano là cái tên người ta gọi nhằm chỉ khúc sông thuộc thượng nguồn sông Chebo.
Cái tên Bayano được đặt theo tên của lãnh tụ, lãnh đạo cuộc nổi dậy nô lệ ở Panama thế kỷ XVI. Một con đập đã được xây dựng trên sông này vào những năm 70, đã tạo ra hồ Bayano, là nơi sản xuất nguồn điện chủ yếu cung cấp cho thủ đô Panama.

## Liên kết
- Fishing on the Bayano River